# Cartman szopása
A Cartman szopása (Cartman Sucks) a South Park című animációs sorozat 155. része (11. évad 2. epizódja). Elsőként 2007. március 14-én sugározták az Amerikai Egyesült Államokban. Magyarországon 2008. május 9-én mutatta be az MTV.

## Cselekmény
|  | Alább a cselekmény részletei következnek! |

Eric Cartman legújabb hobbija, hogy áthívja magához aludni Butters Stotchot, és alvás közben megalázó fotókat készít róla (például macskaürülékkel keni össze). Legújabb fényképével – melyen Cartman látható, amint a szájába veszi Butters nemi szervét, ezzel próbálja Butterst homoszexuálisnak beállítani – a többi gyereknek is eldicsekszik, de Kyle Broflovski elárulja neki a kínos igazságot a fényképről; a kép nem Butters, hanem éppen Cartman homoszexualitását bizonyítja. Kyle viccből azt javasolja a megrémült Cartmannek, hogy készítsen egy másik képet (amelyen Butters van hasonló helyzetben), így megfordítva a „polaritást” és érvénytelenítve az előző felvételt.
Ezen felbuzdulva Cartman Butters otthonába siet, és próbálja a bekötött szemű Butters szájába tenni a nemi szervét, de váratlanul  Butters apja, Mr. Stotch rájuk nyit. A látványtól elborzadva a paptól kér segítséget, aki azt tanácsolja neki, vigye el a fiát az „imával a melegség ellen” táborba (noha Buttersnek fogalma sincs, pontosan miért viszik ide). Mikor megérkeznek a táborba (melyben szokatlanul gyakoriak az öngyilkosságok, de ez úgy tűnik, a személyzetet nem igazán zavarja), Butters mellé kirendelnek egy „kontroll-pajtit”, Bradleyt, akivel hamar összebarátkoznak. Bradley azonban beleszeret Buttersbe és megijed, hogy soha nem szabadul meg a „ferde hajlamaitól”, ezért le akar ugrani egy hídról.
A táborból mindenki kivonul, hogy megakadályozzák Bradley öngyilkosságát, és végül Butters le is beszéli őt róla. Ekkor Mr. Stotch hazaviszi fiát, mert úgysem gyógyul meg. Butters kijelenti, hogy szeret „ferde hajlamú” lenni (bár nem tudja, mit is jelent az), ekkor az apja nevetve kijelenti, hogy ő is.
Miután a Cartmant és Butterst kompromittáló helyzetben ábrázoló fénykép eltűnik, Cartman meg van győződve arról, hogy azt Kyle lopta el. Noha Kyle váltig állítja, hogy nem ő a tettes, Cartman minden lehetőséget megragad, hogy visszaszerezze tőle. Annak érdekében, hogy Kyle ne tudja bemutatni a képet és így megalázni őt, Cartman iskolai kiselőadást vállal. Több más fotóval együtt a kérdéses felvétel másolatát is bemutatja, mint tiltakozást az iraki háború ellen. Az előadás után Mr. Mackey átadja Cartmannek az anyja üzenetét, mely szerint az eredeti felvételt megtalálta Cartman szobájában – Cartman legnagyobb rémületére.